# Panglao
Para la isla, véase Isla de Panglao.
Panglao es un municipio de la provincia de Bohol en Filipinas. Según el censo del 2007, tiene 25,558 habitantes.

## Barangayes
Panglao se divide administrativamente en 10 barangayes.
- Bil-isan
- Bolod
- Danao
- Doljo
- Libaong
- Looc
- Lourdes
- Población
- Tangnan
- Tawala

- Datos: Q178330
- Multimedia: Panglao, Bohol / Q178330

1. ↑  Worldpostalcodes.org, código postal n.º 6340.